# Steve Hackett
Stephen Richard "Steve" Hackett (født 12. februar 1950 i Pimlico i England) er en guitarist og komponist, som regnes blandt de bedste engelske rockguitarister.[kilde mangler] Medlem af rockgruppen Genesis 1971-1977, hvor han her bidrog til at definere gruppens musik med sin lyriske og sofistikerede guitarlyd. Hackett introducerede også gruppen til mellotronen, som første gang blev brugt i nummeret ’’Fountain of Salmacis’’ på Nursery Cryme (1971). I 1975 udgav han pladen Voyage of the Acolyte og på baggrund af pladens succes gik han solo. Han har siden udgivet flere plader og været på talrige koncertturneer. Sammen med Yes-guitaristen Steve Howe dannede han supergruppen GTR i 1986, hvis ene udgivelse ’’GTR’’ fik guld. Året efter gik Hackett dog solo igen.
Steve Hackett var i perioden 1976-2008 gift med den brasilianske kunstner Kim Poor, som lavede flere af forsiderne til hans albums. Han blev i 2011 gift med forfatteren Jo Lehmann, som også er med til at skrive nogle af Hackett's sange. Hans bror, John Hackett, der spiller fløjte og guitar, har optrådt på flere albums, bl.a. Sketches of Satie.

## Genesis Revisited
Hackett har i de senere år turneret regelmæssigt med Genesis-musik fra den periode, han selv var i bandet. Koncerterne har typisk bestået af et første sæt med hans egen musik, efterfulgt af et andet sæt bestående af en live-opførsel af et fuldt Genesis-album. Således turnerede han i 2019-2020 med en turne baseret på albummet Selling England by the Pound, i 2020-22 med en live-opførsel af live-albummet Seconds Out (1977) og fra 2022 til 2024 med albummet Foxtrot (1972) i anledning af dettes 50 års jubilæum.

## Soloalbum
- 1975 Voyage of the Acolyte
- 1978 Please Don't Touch
- 1979 Spectral Mornings
- 1980 Defector (album)
- 1981 Cured
- 1982 Highly Strung
- 1983 Bay of Kings
- 1985 Till We Have Faces
- 1988 Momentum
- 1990 Time Lapse
- 1991 Guitar Noir
- 1994 Blues With a Feeling
- 1995 There Are Many Sides to the Night
- 1996 Watcher of the Skies: Genesis Revisited
- 1996 A Midsummer Night's Dream
- 1999 The Tokyo Tapes
- 2000 Darktown
- 2001 Sketches Of Satie
- 2002 Feedback '86
- 2003 To Watch the Storms
- 2004 Live Archive 03
- 2005 Metamorpheus
- 2006 Wild Orchids
- 2008 Tribute
- 2009 Out of the Tunnel's Mouth
- 2011 Beyond the Shrouded Horizon
- 2012 Genesis Revisited II
- 2015 Wolflight
- 2017 The Night Siren
- 2019 At the Edge of Light
- 2021 Under the Mediterranean Sky
- 2021 Surrender of Silence
- 2024 The Circus and the Nightwhale